# Sender Creglingen
Der Sender Creglingen ist ein Füllsender des Südwestrundfunks (ehemals des Süddeutschen Rundfunks) für Hörfunk. Er befindet sich oberhalb der Stadt Creglingen auf einer Anhöhe, etwa einen Kilometer nordöstlich der Innenstadt. Es kommt ein freistehender Stahlbetonmast als Antennenträger zum Einsatz.
Von hier aus wird die Stadt Creglingen und die nahe Umgebung mit den Rundfunkprogrammen des Südwestrundfunks versorgt.
Bis zur Einführung von DVB-T wurden von diesem Sender die Fernsehprogramme Das Erste, ZDF und SWR Fernsehen terrestrisch ausgestrahlt.

## Frequenzen und Programme

### Analoger Hörfunk (UKW)
Folgende Hörfunkprogramme werden vom Sender Creglingen auf UKW abgestrahlt:
| Frequenz (MHz) | Logo | Programm               | RDS PS   | RDS PI | Regionalisierung  | ERP (kW) | Richtcharakteristik rund (ND)/gerichtet (D) | Polarisation horizontal (H)/vertikal (V) |
| -------------- | ---- | ---------------------- | -------- | ------ | ----------------- | -------- | ------------------------------------------- | ---------------------------------------- |
| 89,8           |      | SWR1 Baden-Württemberg | SWR1_BW_ | D301   | –                 | 0,01     | D (110–340°)                                | H                                        |
| 92,5           |      | SWR Kultur             | SWR_Kult | D3A2   | Baden-Württemberg | 0,01     | D (110–340°)                                | H                                        |
| 94,9           |      | SWR4 Baden-Württemberg | SWR4_HN_ | DD04   | Franken Radio     | 0,01     | D (110–340°)                                | H                                        |
| 97,2           |      | SWR3                   | __SWR3__ | D3A3   | Württemberg       | 0,01     | D (110–340°)                                | H                                        |

### Analoges Fernsehen (PAL)
Bis zur Einführung von DVB-T diente der Sender Creglingen weiterhin für analoges Fernsehen:
| Kanal | Frequenz (MHz) | Programm                        | ERP (kW) | Sendediagramm rund (ND)/ gerichtet (D) | Polarisation horizontal (H)/ vertikal (V) |
| ----- | -------------- | ------------------------------- | -------- | -------------------------------------- | ----------------------------------------- |
| 11    | 217,25         | Das Erste (SWR)                 | 0,003    | D (130–250°)                           | H                                         |
| 24    | 495,25         | ZDF                             | 0,01     | D (130–260°)                           | H                                         |
| 54    | 735,25         | SWR Fernsehen Baden-Württemberg | 0,01     | D (130–260°)                           | H                                         |